# Grab des Jason

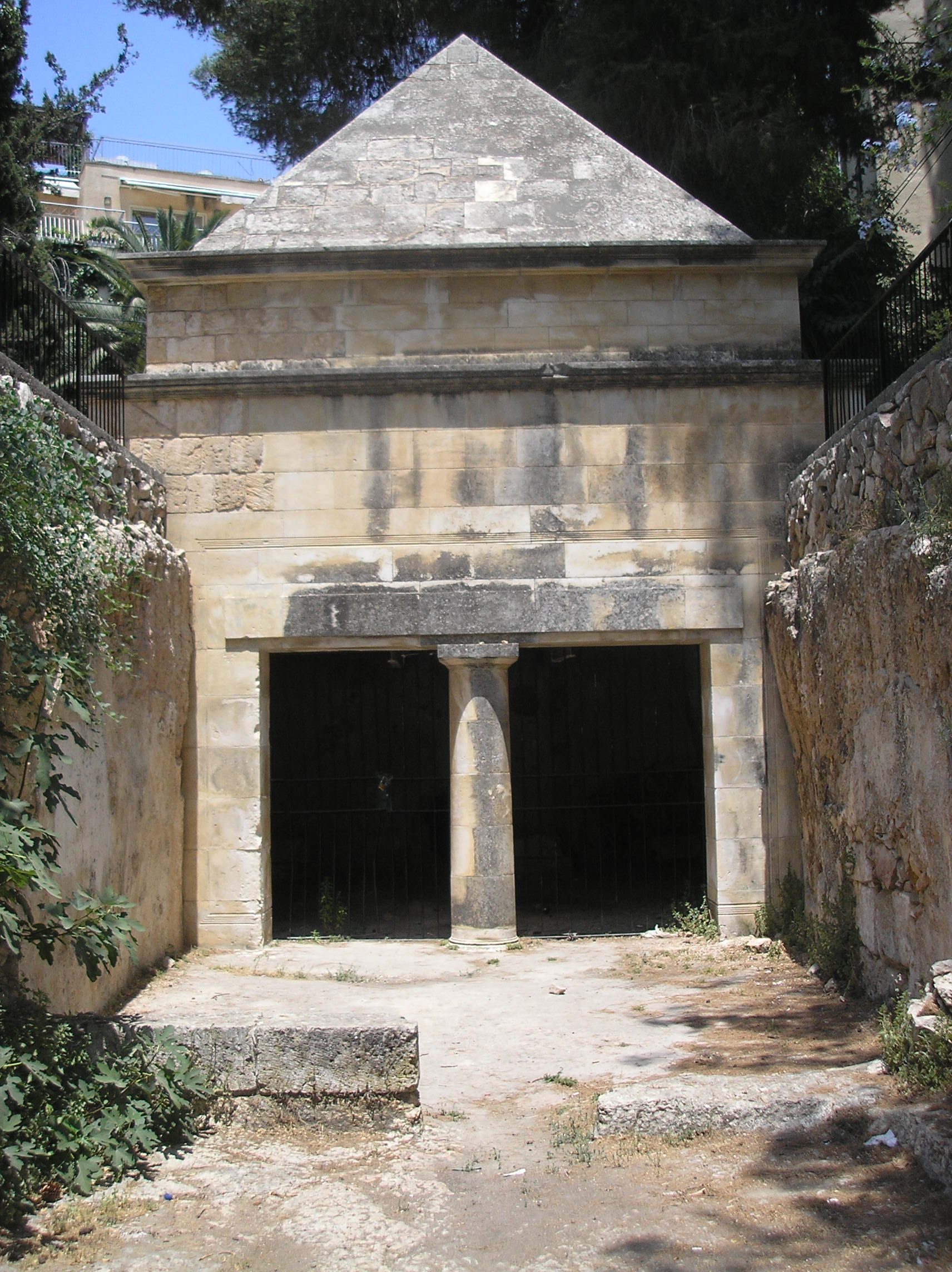
Fassade der Grabkammer

Das Grab des Jason ist eine antike Grabanlage im Jerusalemer Stadtteil Rechavia. Sie befindet sich in einem kleinen Park an der Alfasi-Straße.

## Name und Entdeckung
Im Hauptraum gibt es eine aramäische Inschrift, die mit den Worten „Einen großen Trauergesang erhebe für Jason, den Sohn des P[…]“ beginnt. Eine Identifikation mit Jason, dem Abgesandten des Judas Makkabäus, der zu Verhandlungen nach Rom reiste (1 Makk 8,17–30 ) ist nicht möglich, da dessen Vater Eleazar hieß.
Das Grab wurde im Februar 1956 bei Bauarbeiten entdeckt und bis Mai 1957 durch Levi Yizhaq Rahmani und Mosche Dothan archäologisch untersucht. Der pyramidenförmige, gemauerte Aufsatz wurde rekonstruiert und die Innenhöfe mit seitlichen Schutzmauern versehen.

## Beschreibung
Jasons Grab lag zur Zeit der Erbauung relativ weit von der antiken Stadt entfernt, vermutlich weil die Familie hier Grundbesitz hatte.
Es handelt sich bei der Grabanlage um eine lineare Abfolge von drei offenen Höfen und einem unterirdischen Hauptraum. Dieser Raum hat eine Fassade mit zwei Pilastern und einer zentralen dorischen Säule. Darüber befand sich eine Grabpyramide (Nefesch). 
Eine griechische Inschrift fordert im Hauptraum zum Lebensgenuss auf:
ΕΥΦΡΑΙΝΕΣ ΟΙ ΖΩΝΤΕΣ
[Τ]Ο ΔΕ (λοι)ΠΟ[ν π]ΙΕΙΝ AMA ΦΑ[γειν]
„Freut euch, ihr Lebenden!
Das übrige ist trinken wie essen.“
An der Westwand ist eine etwa 4 Meter lange Ritzzeichnung zu sehen: eine einreihige Galeere, auf der schon bewaffnete Kämpfer am Bug bereitstehen, verfolgt zwei kleinere Schiffe. Die Familie Jasons erwarb ihr Vermögen wohl durch Seeräuberei. Auf der gegenüberliegenden Wand sind mehrere religiöse Symbole (Menorot) dargestellt.
Der Hauptraum erschließt linker Hand die eigentliche Grabkammer mit zehn Schiebegräbern. Außer den Skeletten fanden die Archäologen hier Haushaltskeramik, Öllämpchen, Schmuck und Kosmetika. 
Außerdem gelangt man vom Hauptraum in einen rückwärtigen Raum, der als Ossuarium diente.

## Geschichte
Durch Münzen des Johannes Hyrkanos I. und des Alexander Jannäus lässt sich die Erbauung des Grabes in die Makkabäerzeit (165 bis 63 v. Chr.) datieren. Zwei bis drei Generationen wurden hier bestattet, insgesamt 35 Individuen. Davon waren nur drei Personen älter als 40 Jahre und 11 zwischen 25 und 35 Jahren. Außerdem wurde ein junger Erwachsener hier beigesetzt. Die übrigen Personen waren Kinder.
Nach Meinung der Ausgräber wurde das Grab schon bald nach den letzten Bestattungen beraubt. Zusätzliche Schäden können durch das Erdbeben des Jahres 31 v. Chr. verursacht worden sein.
In einem Schiebegrab befand sich eine unberaubte Bestattung mit 42 Prokuratorenmünzen des Pontius Pilatus.